# The Neon Lights Tour
A The Neon Lights Tour foi a quarta turnê solo da cantora e atriz norte-americana Demi Lovato, realizada para promover seu quarto álbum em estúdio, Demi.

## Precedentes
Em 27 de setembro de 2013, Demi Lovato publicou, em sua página oficial do Facebook, um vídeo contendo as palavras "Neon Lights". Nele, uma data de divulgação anunciava uma "surpresa" para os fãs no domingo seguinte: as datas de sua nova turnê, intitulada com o nome do terceiro single do Demi, Neon Lights. Esse mesmo anúncio revelava Fifth Harmony, Little Mix e Cher Lloyd como os atos de abertura da turnê. Os ingressos e os pacotes VIP's para os shows começaram a ser vendidos no dia 5 de outubro. No Brasil, os ingressos começaram a ser vendidos a partir do dia 20 de novembro e todas as apresentações tiveram seus ingressos esgotados.

## Sinopse

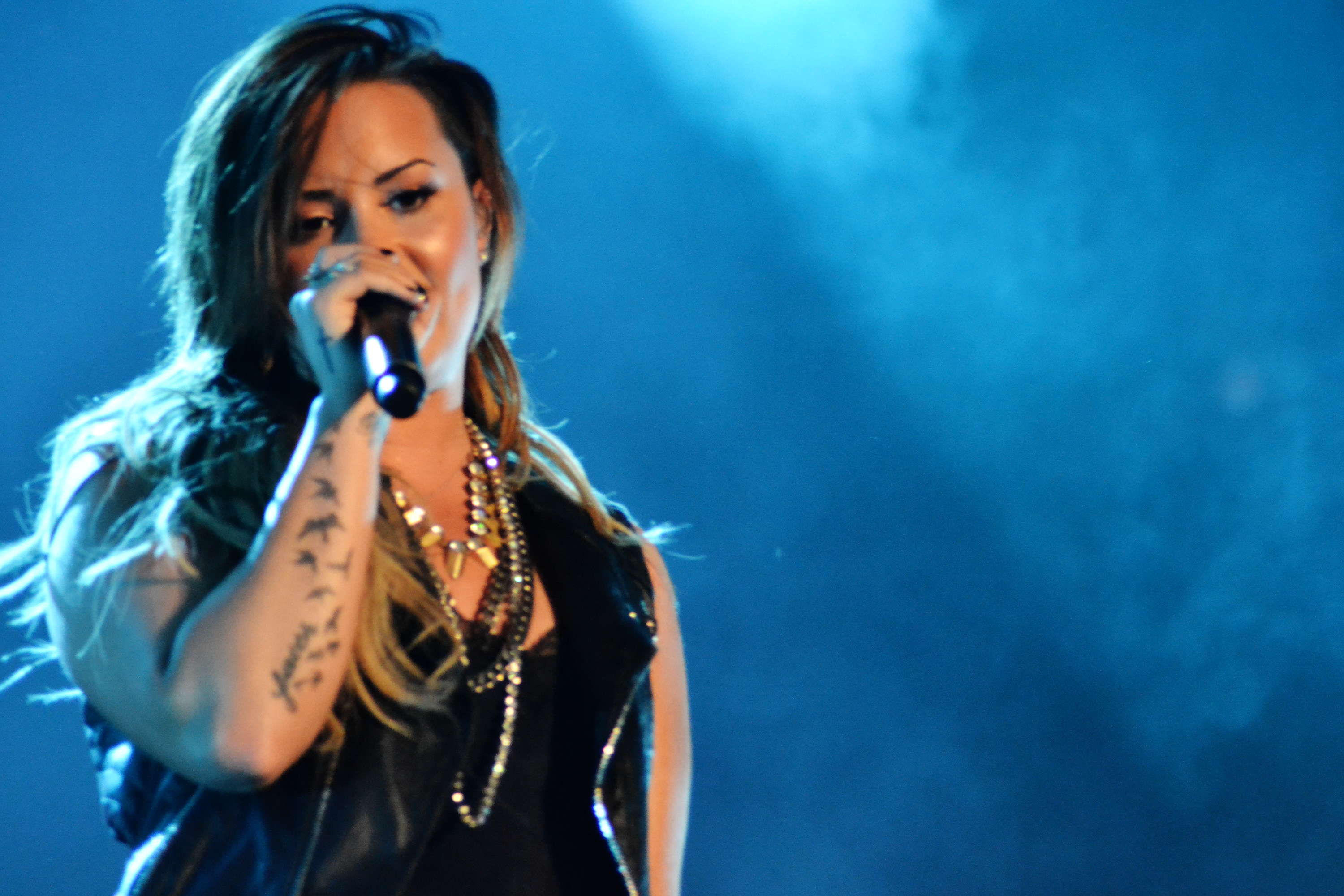
Demi Lovato performando em Belo Horizonte

O concerto começa com um vídeo subaquático de Lovato. A sequencia mostra batimentos cardíacos, o que sugere a música "Heart Attack". No final do vídeo de introdução, partes do vídeoclipe "Heart Attack" começam a aparecer, Lovato canta as linhas de abertura da música, antes de entrar no palco, rodeada por jatos de vapor, e performa a música.

## Curiosidades
- Foram adicionadas as performances de "Nightingale", "Really Don't Care (feat. Cher Lloyd)", "Heart Attack" e "Neon Lights" na conta oficial da cantora Demi Lovato do YouTube. As apresentações, que foram gravadas em shows da turnê, fazem parte do "VEVO Presents", que é feito de apresentações exclusivas.
- Durante o "Meet & Greet" do show no "KOKO", em Londres, os fãs disseram que Demi estava doente, e precisava de repouso vocal. Lovato também publicou em sua conta oficial no Twitter que precisava dormir ao menos, 8 horas.
- Na "Soundcheck" do show em KOKO, em Londres, Demi mudou a letra de "Believe In Me" para "o espelho pode mentir – e selfies também – não mostra o que tem por dentro – é praticamente a mesma coisa – [...] é incrível o que você pode esconder apenas fazendo uma cara de pato”, e riu.
- No fim do show em KOKO, em Londres, Demi decidiu pular em cima da plateia durante Neon Lights, mas não deu certo e ela acabou no meio dos fãs.
- Não ouve show de abertura em Londres. Já em Porto Alegre, além de "The Rosso Sisters", a "Banda Melody" também fez a abertura do show.
- Demi conheceu uma menina no "Meet & Greet", que havia perdido sua mãe a pouco tempo. Então, Demi dedicou "Nightingale" para a mãe dela.
- O passeio pelos países da América do Sul, em Abril, começou no Brasil. A abertura da passagem pelo país foi feita em três noites no Citibank Hall, em São Paulo nos dias 22 de abril, 24 e 25 com mais de 20 mil ingressos vendidos. Dois dias depois, a estrela pop fez o primeiro de dois shows no Rio de Janeiro, seguido por uma apresentação na capital Brasília em 30 de abril. A soma da bilheteria desses três locais brasileiros teve um resultado de US$ 3 milhões, com base nos 41.769 lugares vendidos.
- No show na Cidade do México, em algumas partes de Skyscraper, Demi cantava “Rascacielo” (versão em espanhol)
- No show em Argentina, Catch Me  teve sua letra alterada. Ao invés de “Cause every hello ends with a goodbye”, Demi cantou “Cause every hello ends with a adios".

## Atos de abertura
- Fifth Harmony (09/02 a 30/03)
- Little Mix (09/02 a 18/03)
- Cher Lloyd (20/03 a 30/03)
- Collins Key (09/02 a 30/03)
- The Rosso Sisters (22/04 a 17/05)
- Melody SiXz (03/05)

## Setlist
1. "Me & My Girls"
2. "Better Together"
3. "Leave My Heart Out of This"
4. "Independent Woman" (Destiny's Child cover)
5. "Don't Wanna Dance Alone"
6. "Miss Movin' On"

1. "Salute"
2. "Move"
3. "DNA"
4. "No Scrubs" (TLC cover) / Bootylicious (Destiny's Child cover) / Don't Let Go (En Vogue cover)
5. "How Ya Doin?"
6. "Little Me"
7. "Word Up"
8. "Wings"

1. "Swagger Jagger"
2. "Dirty Love"
3. "Sirens"
4. "Oath"
5. "I Wish"
6. "With Ur Love"
7. "Want U Back"
8. "Really Don't Care"

1. "I Like Boys"
2. "Mamacita"
3. "We Don't Care Abou that Anyway"
4. "See You Smile"
5. "Hola Hola"

1. "Heart Attack"
2. "Remember December"
3. "Fire Starter"
4. "The Middle"
5. "Really Don't Care" (feat. Cher Lloyd em datas selecionadas)
6. "Catch Me"
7. "Here We Go Again"
8. "Made in the USA"
9. "Nightingale"
10. "Two Pieces"
11. "Warrior"
12. "Let It Go"
13. "Don't Forget"
14. Throwback (Video Interlude com elementos de "Get Back", "This is Me", "La La Land" e "Here We Go Again")
15. "Got Dynamite"
16. "Unbroken"
17. "Neon Lights"

Encore
1. "Skyscraper"
2. "Give Your Heart a Break"

## Datas da Turnê
| Data                    | Cidade           | País           | Local                             |
| ----------------------- | ---------------- | -------------- | --------------------------------- |
| América do Norte        |                  |                |                                   |
| 9 de fevereiro de 2014  | Vancouver        | Canadá         | Rogers Arena                      |
| 11 de fevereiro de 2014 | San José         | Estados Unidos | SAP Center at San Jose            |
| 13 de fevereiro de 2014 | Anaheim          | Estados Unidos | Honda Center                      |
| 15 de fevereiro de 2014 | Glendale         | Estados Unidos | Jobing.com Arena                  |
| 17 de fevereiro de 2014 | Grand Prairie    | Estados Unidos | Verizon Theatre at Grand Prairie  |
| 19 de fevereiro de 2014 | Houston          | Estados Unidos | Toyota Center                     |
| 21 de fevereiro de 2014 | Atlanta          | Estados Unidos | Phillips Arena                    |
| 23 de fevereiro de 2014 | Charlotte        | Estados Unidos | Time Warner Cable Arena           |
| 25 de fevereiro de 2014 | Sunrise          | Estados Unidos | BB&T Center                       |
| 26 de fevereiro de 2014 | Tampa            | Estados Unidos | Tampa Bay Times Forum             |
| 1 de março de 2014      | Camden           | Estados Unidos | Susquehanna Bank Center           |
| 2 de março de 2014      | Fairfax          | Estados Unidos | Patriot Center                    |
| 4 de março de 2014      | Bethlehem        | Estados Unidos | Sands Event Center                |
| 5 de março de 2014      | Worcester        | Estados Unidos | DCU Center                        |
| 7 de março de 2014      | East Rutherford  | Estados Unidos | Izod Center                       |
| 8 de março de 2014      | Wallingford      | Estados Unidos | Teatro Oakdale                    |
| 9 de março de 2014      | Wallingford      | Estados Unidos | Teatro Oakdale                    |
| 11 de março de 2014     | Uniondale        | Estados Unidos | Nassau Veterans Memorial Coliseum |
| 13 de março de 2014     | Auburn Hills     | Estados Unidos | The Palace of Auburn Hills        |
| 14 de março de 2014     | Rosemont         | Estados Unidos | Allstate Arena                    |
| 16 de março de 2014     | Omaha            | Estados Unidos | Qwest Center                      |
| 18 de março de 2014     | St. Paul         | Estados Unidos | Xcel Energy Center                |
| 20 de março de 2014     | St. Louis        | Estados Unidos | Chaifetz Arena                    |
| 22 de março de 2014     | Columbus         | Estados Unidos | Nationwide Arena                  |
| 23 de março de 2014     | Grand Rapids     | Estados Unidos | Van Andel Arena                   |
| 26 de março de 2014     | Toronto          | Canadá         | Air Canada Centre                 |
| 27 de março de 2014     | Cleveland        | Estados Unidos | Quicken Loans Arena               |
| 29 de março de 2014     | Nashville        | Estados Unidos | Bridgestone Arena                 |
| 30 de março de 2014     | Indianapolis     | Estados Unidos | Bankers Life Fieldhouse           |
| América do Sul          |                  |                |                                   |
| 22 de abril de 2014     | São Paulo        | Brasil         | Citibank Hall                     |
| 24 de abril de 2014     | São Paulo        | Brasil         | Citibank Hall                     |
| 25 de abril de 2014     | São Paulo        | Brasil         | Citibank Hall                     |
| 27 de abril de 2014     | Rio de Janeiro   | Brasil         | Citibank Hall                     |
| 28 de abril de 2014     | Rio de Janeiro   | Brasil         | Citibank Hall                     |
| 30 de abril de 2014     | Brasília         | Brasil         | NET Live Brasília                 |
| 1 de maio de 2014       | Belo Horizonte   | Brasil         | Chevrolet Hall                    |
| 3 de maio de 2014       | Porto Alegre     | Brasil         | Pepsi on Stage                    |
| 6 de maio de 2014       | Buenos Aires     | Argentina      | Luna Park                         |
| 8 de maio de 2014       | Santiago         | Chile          | Movistar Arena                    |
| 10 de maio de 2014      | Guayaquil        | Equador        | Plaza Lago                        |
| América do Norte        |                  |                |                                   |
| 16 de maio de 2014      | Cidade do México | México         | Arena Cidade do México            |
| 17 de maio de 2014      | Monterrey        | México         | Arena Monterrey                   |
| Europa                  |                  |                |                                   |
| 1 de junho de 2014      | Londres          | Inglaterra     | KOKO                              |